# Tindafjall (berg i Island, Västlandet)
Tindafjall är ett berg i republiken Island. Det ligger i regionen Västlandet, 130 km norr om huvudstaden Reykjavík. Toppen på Tindafjall är 504 meter över havet.
Trakten runt Tindafjall är nära nog obefolkad, med mindre än två invånare per kvadratkilometer. Närmaste större samhälle är Reykhólar, omkring 16 kilometer norr om Tindafjall. Trakten runt Tindafjall består i huvudsak av gräsmarker.